# 圖皮奇夫
51°46′25″N 31°25′57″E / 51.77361°N 31.43250°E
圖皮奇夫（烏克蘭語：Тупичів），是烏克蘭北部切爾尼戈夫州切爾尼戈夫區图皮奇夫市镇内的村庄及其行政中心。始建於1526年，面積14.5平方公里，海拔高度137米，2025年人口1,380。